# ویراتسی
ویراتسی (به لاتین: Viiratsi) یک منطقهٔ مسکونی در استونی است که در دهستان ویلیاندی واقع شده‌است. ویراتسی ۱٬۳۳۲ نفر جمعیت دارد.